# Бетменхен
Бетменхен (нім. Bethmännchen, «трохи Бетмана») — тістечко, виготовлене з марципану з мигдалем, цукровою пудрою, трояндовою водою, борошном і яйцем. Це традиційне печиво, яке зазвичай випікають на Різдво, і його можна придбати в шоколадних магазинах Франкфурта.
Це особливий товар, який продають на Франкфуртському різдвяному ярмарку, одному з найстаріших різдвяних ярмарків у Німеччині, який бере свій початок у 1393 році.

## Історія
Назва походить від родини Бетманів. Легенда свідчить, що в 1838 році паризький кондитер Жан-Жак Готеньє розробив рецепт для банкіра та міського радника Симона Моріца фон Бетмана. Спочатку бетменхени були прикрашені чотирма мигдалями, по одному для кожного сина Симона Моріца. Після смерті його сина Генріха в 1845 році четвертий мигдаль був видалений. Однак ця історія малоймовірна, оскільки Симон Моріц помер ще в 1826 році.
За півтора століття виготовлення його форма і рецепт не змінювалися.